# Пресс, Натали
Натали Пресс (англ. Natalie Press; род. 15 августа 1980, Лондон) — британская актриса театра, кино и телевидения, номинантка на премию Европейской киноакадемии, BAFTA TV Award и премию «Независимый дух».

## Биография
Натали Пресс родилась в 1980 году в Лондоне. Изучала изящные искусства в университете. В 2001 году Пресс дебютировала в эпизоде телесериала «Холби Сити». В 2003 году она исполнила главную роль в короткометражном фильме «Оса», удостоенном премии «Оскар» за лучший игровой короткометражный фильм.
В 2004 году Пресс и Эмили Блант снялись в ведущих ролях в фильме «Моё лето любви». За эту работу Пресс была номинирована на несколько кинопремий, в том числе премию Европейской киноакадемии и премию британского независимого кино, а также удостоена премии Лондонского кружка кинокритиков за лучший актёрский дебют. Тогда же Пресс дебютировала в театре Ройал-Корт в постановке The Weather.
В 2005 году Пресс снялась в телесериале «Холодный дом» и исполнила главную роль в фильме «Песнь песней». В следующем году она снялась в фильме «Красная дорога», в 2008 году — в фильмах «Лагерь» и «Касс».
В 2010 году Пресс была номинирована на премию «Независимый дух» за лучшую женскую роль второго плана за работу в фильме «Пятьдесят ходячих трупов». Тогда же она появилась в мини-сериале «Блудные дочери» в роли Полы Кленелл, одной из жертв ипсуичских убийств. Эта работа принесла ей номинацию на премию British Academy Television Awards.
В 2015 году Пресс перевоплотилась в Эмили Дэвисон в фильме «Суфражистка».

## Фильмография
| Год  |     | Русское название         | Оригинальное название    | Роль               |
| ---- | --- | ------------------------ | ------------------------ | ------------------ |
| 2001 | с   | Холби Сити               | Holby City               | Клэр Бредли        |
| 2002 | ф   | Город проклятых          | The Gathering            | Ван Пушер          |
| 2003 | кор | Оса                      | Wasp                     | Зуи                |
| 2004 | ф   | Моё лето любви           | My Summer of Love        | Мона               |
| 2004 | с   | Безмолвный свидетель     | Silent Witness           | Никола             |
| 2004 | тф  | Спи со мной              | Lie with Me              | Шина Кэст          |
| 2005 | ф   | Хромофобия               | Chromophobia             | Фиона              |
| 2005 | ф   | Животное                 | Animal                   | беременная женщина |
| 2005 | ф   | Песнь песней             | Song of Songs            | Рут Коэн           |
| 2005 | с   | Холодный дом             | Bleak House              | Кэдди Джеллиби     |
| 2006 | ф   | Красная дорога           | Red Road                 | Эприл              |
| 2007 | тф  | Ущерб                    | Damage                   | Эмма               |
| 2008 | ф   | Лагерь                   | In Transit               | Зина               |
| 2008 | ф   | Касс                     | Cass                     | Илэйн              |
| 2008 | ф   | Пятьдесят ходячих трупов | Fifty Dead Men Walking   | Лара               |
| 2008 | док | Рембрандт: Я обвиняю     | Rembrandt's J'Accuse...! | Марике             |
| 2009 | ф   | Острие ножа              | Knife Edge               | Эмма               |
| 2010 | с   | Блудные дочери           | Five Daughters           | Пола Кленелл       |
| 2011 | ф   | Остров                   | Island                   | Никки Блэк         |
| 2012 | ф   | Неблагоприятные кварталы | Ill Manors               | Катя               |
| 2014 | ф   | Там где я                | Where I Belong           | Розмари            |
| 2015 | ф   | Суфражистка              | Suffragette              | Эмили Дэвисон      |

## Награды и номинации
| Награды и номинации                      | Награды и номинации | Награды и номинации                                                       | Награды и номинации | Награды и номинации |
| Награда                                  | Год                 | Категория                                                                 | Итог                |                     |
| ---------------------------------------- | ------------------- | ------------------------------------------------------------------------- | ------------------- | ------------------- |
| British Academy Television Awards        | 2011                | Лучшая женская роль за мини-сериал «Блудные дочери»                       | Номинация           |                     |
| Премия Австрийской киноакадемии          | 2014                | Лучшая женская роль за фильм «Там где я»                                  | Номинация           |                     |
| Премия британского независимого кино     | 2004                | Лучшая актриса за фильм «Моё лето любви»                                  | Номинация           |                     |
| Клотрудис                                | 2006                | Лучшая актриса за фильм «Моё лето любви»                                  | Номинация           |                     |
| Премия Европейской киноакадемии          | 2005                | Лучшая актриса за фильм «Моё лето любви»                                  | Номинация           |                     |
| Премия Лондонского кружка кинокритиков   | 2005                | Лучшая британская актриса года за фильм «Моё лето любви»                  | Номинация           |                     |
| Премия Лондонского кружка кинокритиков   | 2005                | Лучший дебют года за фильм «Моё лето любви»                               | Победа              |                     |
| Независимый дух                          | 2010                | Лучшая женская роль второго плана за фильм «Моё лето любви»               | Номинация           |                     |
| Телевизионный фестиваль в Монте-Карло    | 2007                | Лучшая женская роль второго плана в телевизионном фильме за фильм «Ущерб» | Номинация           |                     |
| Мотовунский кинофестиваль                | 2005                | Особое упоминание за фильм «Моё лето любви»                               | Победа              |                     |
| Международный кинофестиваль в Стокгольме | 2003                | Почётное упоминание за фильм «Оса»                                        | Победа              |                     |